# Ventosa del Río Almar
Ventosa del Río Almar é um município da Espanha na província de Salamanca, comunidade autónoma de Castela e Leão, de área 18,02 km² com população de 137 habitantes (2007) e densidade populacional de 7,46 hab/km².

## Demografia
| Variação demográfica do município entre 1991 e 2004 | Variação demográfica do município entre 1991 e 2004 | Variação demográfica do município entre 1991 e 2004 | Variação demográfica do município entre 1991 e 2004 |
| --------------------------------------------------- | --------------------------------------------------- | --------------------------------------------------- | --------------------------------------------------- |
| 1991                                                | 1996                                                | 2001                                                | 2004                                                |
| 165                                                 | 175                                                 | 141                                                 | 134                                                 |